# (4520) Dovzhenko
(4520) Dovzhenko (1977 QJ3) – planetoida z grupy pasa głównego asteroid okrążająca Słońce w ciągu 3,43 lat w średniej odległości 2,27 j.a. Odkryta 22 sierpnia 1977 roku.